# Lilly Bølviken
Lilly Helena Bølviken (née le 20 mars 1914 à Arendal et morte le 11 septembre 2011 à Oslo) est une juriste et militante féministe norvégienne, connue pour être la première femme juge de la Cour suprême de Norvège. Elle est vice-présidente de l'Association norvégienne pour les droits des femmes de 1960 à 1966.

## Biographie
Lilly Bølviken naît à Arendal, dans la région du Sørlandet, en 1914. Elle obtient son doctorat à l'université d'Oslo en 1942.
Jusqu'en 1945, elle travaille comme secrétaire à la Direction des prix d'État (no) puis rejoint le bureau de magistrat du comté de Hedmark. En 1945, elle épouse le juriste Magne Bølviken. En 1946, elle retourne à la Direction des prix d'État en tant que chef de bureau de district de Hedmark et d'Oppland. Elle y reste jusqu'en 1952.
En 1952, elle devient juge au tribunal municipal d'Oslo (en), et est pendant plusieurs années la seule femme juge de ce tribunal.
En 1968, elle est nommée juge à la Cour suprême. Lorsqu'elle prend ses fonctions, la manière dont la Cour était adressée à l'ouverture d'une procédure doit être modifiée. La formule du représentant légal passe de « Très honorables messieurs, les juges suprêmes du royaume » (Høyst ærverdige herrer, rikets øverste dommere) à « Très honorable cour, les juges suprêmes du royaume » (Høyst ærverdige rett, rikets øverste dommere). Elle reste à ce poste jusqu'en 1984, les juges devant prendre leur retraite quand ils atteignent 70 ans.
Lilly Bølviken s'implique aussi dans les questions féministes, en particulier dans les années 1950 et 1960. Elle est membre puis vice-présidente du conseil national de l'Association norvégienne pour les droits des femmes pendant douze ans (1954-1966).
Elle est présidente du Comité de la loi sur le mariage qui présente des propositions juridiques sur les partenariats familiaux et le divorce en vue de la Loi sur le Mariage (Ekteskapsloven (no)) votée en 1991. Elle préside aussi le conseil de surveillance de la prison pour femmes de Bredtveit (1958-1970), est membre du comité de contrôle de Landsbanken (1974-1986) et est présidence du comité de rémunération équitable du Storting (1984-1990).
En 1978, Bølviken reçoit le grade de commandeur de l'ordre de Saint-Olaf pour ses services rendus au public.
Elle meurt en 2011, à l'âge de 97 ans.